# Peder Månsson Utter
Peder Månsson Utter, född 19 september 1566 i Stockholm, död i pesten 23 september 1623 i Krokek, Östergötland, arkivman och genealog. 

## Biografi
Peder Månsson Utter föddes 1566 i Stockholm. Han var son till skeppgårdsskrivaren Måns Pedersson vid Stockholms skeppsgård och Catharina Persdotter. Peder Månsson tjänstgjorde i det kungliga kansliet från omkring 1584 till 1588 som biträde åt Rasmus Ludvigsson, som hade de indragna kyrkoarkivalierna och klosterarkivalierna i sin vård.
1593 blev han sekreterare åt kung Sigismund, men blev efter slaget vid Stångebro efterlyst av hertig Karl, sedermera kung Karl IX, som anhängare åt Sigismund.
Utter höll sig gömd under flera år men blev sedan upptäckt och förd till Nyköpings slott där han satt häktad i två år i väntan på dom. Men när Karl IX blev sjuk ville han försonas med sina fiender och Utter benådades på kungens dödsbädd.
I hertig Johans av Östergötland tjänst blev han kammarråd, men återinträdde 1618 i kungliga kansliet och blev sekreterare i det nybildade Riksarkivet. Som landets första riksarkivarie påbörjade han ett omfattande arbete med att systematisera arkivalierna som var i stor oordning efter en lång tid vanvård. Även om rikskanslern Axel Oxenstierna ses som Riksarkivets upphovsman så var det Utters målmedvetna ordningsarbete som låg till grund för det program som hans efterträdare skulle komma att följa.
Utter var även en framstående genealog och hans största genealogiska arbete anses vara Collectanea genealogica som finns bevarat i handskrift i Riksarkivet.  Utter skrev dessutom en släktbok över Johan III:s förfäder; även Christer Gabrielsson Oxenstiernas släktbok är avfattad av honom. Utöver detta finns även ett antal brev av Utter till Axel Oxenstierna bevarade i Oxenstiernska samlingen i Riksarkivet.

### Familj
Utter gifte sig första gången 1589 med Margareta Andersdotter (död 1611). Hon var dotter till kyrkoherden Andreas Erici och Catharina Olofsdotter i Västeråkers församling. De fick tillsammans barnen kommendanten Anders Persson Utter (1592–1640) på Buxtahude och ståthållaren Johan Persson Utter (1605–1654) på Arensburg.
Utter gifte sig andra gången 11 juli 1613 i Sankt Nikolai församling, Stockholm med Birgitta Simonsdotter. Hon var änka efter Jakob Long.
Utter har gett namn åt Uttersbergs herrgård och Uttersbergs kastal i Krokek i Norrköpings kommun.